# Joaquín Menini
Joaquín Menini (18 de agosto de 1991) é um jogador de hóquei sobre grama argentino, campeão olímpico

## Carreira
Menini integrou o elenco da Seleção Argentina de hóquei sobre grama nas Olimpíadas de 2016, onde sagrou-se campeão olímpico.